# Segon Període Intermedi d'Egipte
El  segon període intermedi  de l'antic Egipte (c. 1800 aC a 1550 aC) transcorre entre l'Imperi mitjà i l'Imperi nou. Comprèn les dinasties XIII, XIV, XV, XVI i part de la dinastia XVII, parcialment coetànies. Va ser una època en què el poder no va estar sota un sol faraó i es caracteritza pel fet que van fer la seva aparició a Egipte els hicsos, els reis dels quals integren les dinasties XV i XVI.
La dinastia XII egípcia va acabar al voltant de 1800 aC, i li va seguir la dinastia XIII, de dirigents molt més febles. Governada des d'Ity-tauy, situada prop de Memfis i l'El-Lisht, al sud del delta de Nil, la dinastia XIII es va mostrar incapaç de dominar l'extensa terra d'Egipte, i els governants de la regió de Xois, localitzada en els pantans del delta occidental, es van independitzar de l'autoritat central per constituir la dinastia XIV. La fragmentació del poder es va accelerar després del regnat del rei Neferhotep I, de la dinastia XIII.

## Arribada de pobles estrangers

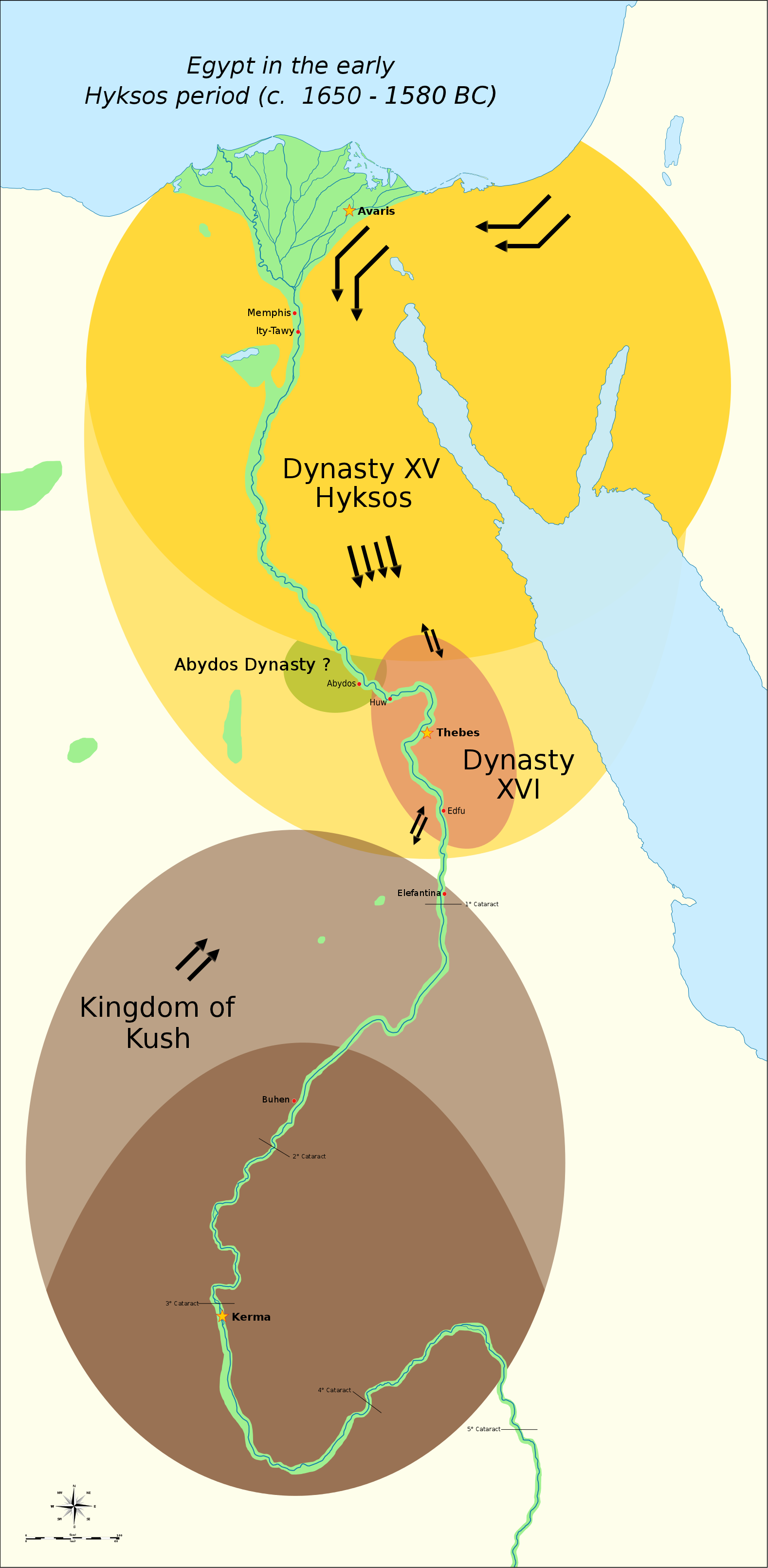
Segon Període Intermedi d'Egipte

Menys de deu anys després de la mort d'Amenemhet III la dinastia XII va acabar i va ser substituïda per la dinastia XIII, molt més feble. Encara que els dos primers governants d'aquesta nova dinastia podrien haver estat fills d'Amenemhat IV, la inestabilitat política es va consolidar ràpidament i els reis poques vegades van governar més d'un parell d'anys. Alguns libis havien estat acceptats durant el regnat d'Amenemhet III en el territori egipci treballar en agricultura o mineria, però l'afluència de pobles nòmades de la perifèria especialment libis i asiàtics al delta del Nil es va accelerar durant el regnat d'Amenemhet IV, fins a ser completament descontrolada. Aquests pobles, a causa dels canvis climàtics i a la inestabilitat política egípcia, es van endinsar a la vall del Nil, per aprofitar-ne la fertilitat. D'altres, a causa de les guerres civils entre els nomos, es van allistar com a mercenaris auxiliars de l'exèrcit.
Amb la dinastia XIII, la població asiàtica del Delta va fundar un regne independent governat per reis d'ascendència cananea, formant la Dinastia XIV que va regnar des d'Àvaris. Uns 80 anys després del regnat d'Amenemhat IV, l'administració de l'estat egipci sembla haver-se enfonsat completament marcant l'inici del Segon Període Intermedi d'Egipte.

## Els hicsos
Els pobles que van entrar en territori egipci són anomenats hicsos i el seu període de domini sobre el delta és dividit en el de "els grans hicsos" (que van aconseguir mantenir la seva hegemonia sobre els nomos més poderosos) i el dels "petits hicsos" (que van perdre poder enfront de Hierakonpolis per caure finalment davant de Tebes, que es va erigir victoriosa en la lluita Tebes-Hierakonpolis).
Va ser durant el regnat del seu germà i successor, Sobekhotep IV, quan els hicsos van fer la seva primera aparició, i al voltant de 1720 aC van prendre el control del territori d'Àvaris (el modern Tell ed-Feia-Jatana), a pocs quilòmetres de Qantir. Un resum de la tradició popular de la "invasió" de la terra pels hicsos es va preservar en l'Aegyptiaca de Manetó, un sacerdot egipci que va escriure en temps de Ptolemeu II. Manethó va relatar que, durant el regnat de Tutimeos (identificat possiblement amb Dedumes, de la dinastia XIII), els hicsos van envair Egipte, dirigits per Salitis, el fundador de la dinastia XV. A aquesta dinastia, va succeir un grup de prínceps hicsos i cacics, que van governar al delta oriental mitjançant vassalls egipcis locals, que són coneguts fonamentalment pels escarabeus inscrits amb els seus noms, anomenada la dinastia XVI per Manethó.
Els reis posteriors a la dinastia XIII semblen ser només monarques efímers sota el control d'un poderós grup de visirs, i s'ha suggerit que la reialesa en aquest període, evidentment, no va poder haver estat hereditària, sinó adquirida per nomenament. Un monarca tardà de la dinastia, Uahibra Ibiau, va poder haver estat un visir anterior. Al principi del regnat de Sobekhotep IV, el poder d'aquesta dinastia, ja molt feble, va declinar. El rei posterior, Merneferra Ai (que va governar c. 1700 aC), sembla haver estat un simple vassall dels prínceps hicsos; els seus successors van mantenir el càrrec fins c. 1633 aC.
En l'època en què Memfis va caure sota domini dels hicsos, els egipcis que governaven a Tebes van declarar la independència respecte de la dinastia establerta a Ity-tauy, i Manethó la denominà la dinastia XVII. Aquesta dinastia havia de representar la "salvació d'Egipte" i dirigir finalment la "guerra d'alliberament" contra els hicsos. La dinastia XVII, lentament, va acumular recursos i forces per expulsar els hicsos i iniciar la reunificació del país. Els dos últims reis d'aquesta dinastia van ser Taa II i el valerós Kamose, a qui la tradició va atribuir la derrota final dels governants hicsos. Amb la següent dinastia XVIII comença l'Imperi nou.

## Cronologia del segon període intermedi
Els egiptòlegs troben gran dificultat per a situar cronològicament i històrica aquest període.
Cronologia estimada pels següents egiptòlegs:
- Primer faraó: Sekhemre Jutauy, c. de 1760 aC
- Ugaf  (?)
  - 1786-1783 (Redford)
  - 1766-1764 (Ryholt)
  - 1759-1757 (Franke)

- Darrer faraó: Kamose 
  - 1571-1569 (Redford)
  - 1554-1549 (Murnane, Ryholt)
  - 1553-1549 (Dodson)
  - 1545-1539/30 (Franke)

### Cronograma
Aquest quadre s'ha de prendre només com a referència general orientativa.

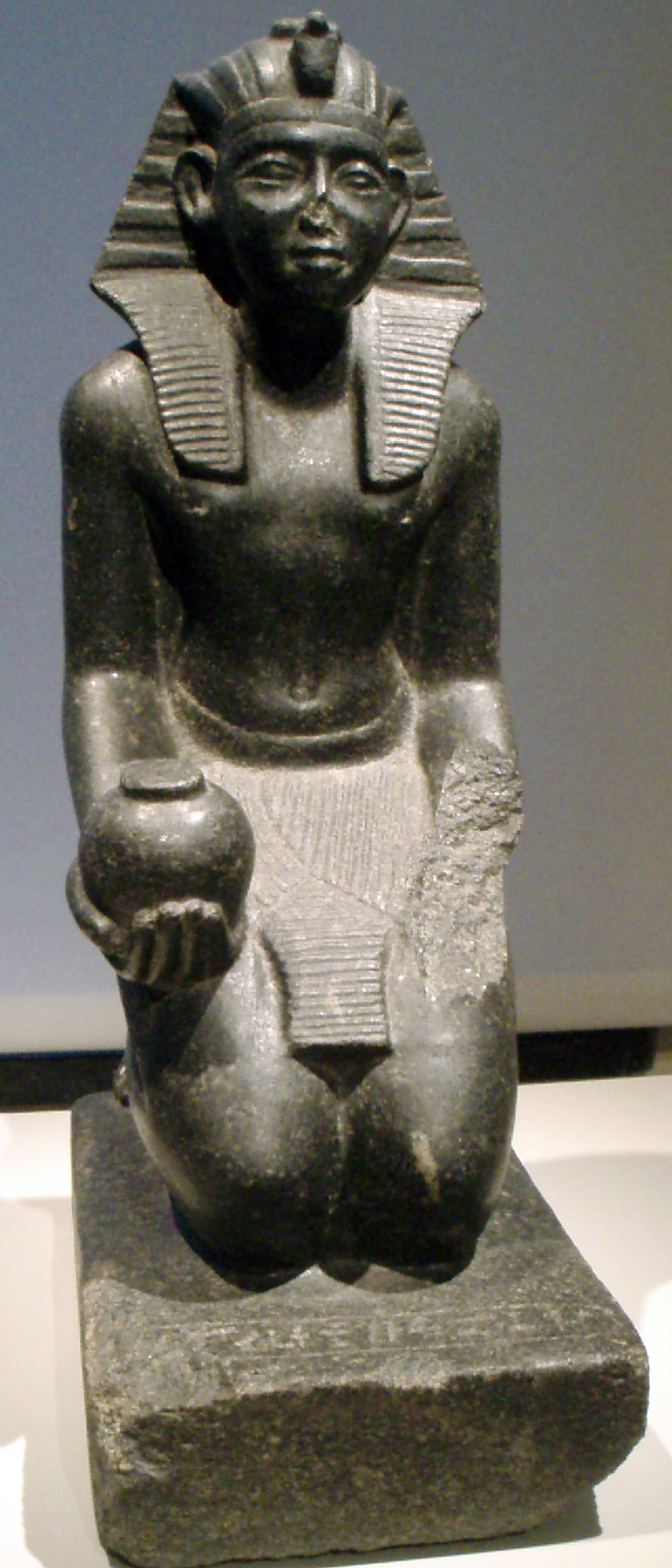
Sebek-hotep V, Altes Museum de Berlín